# 斯法克蒂里亚岛

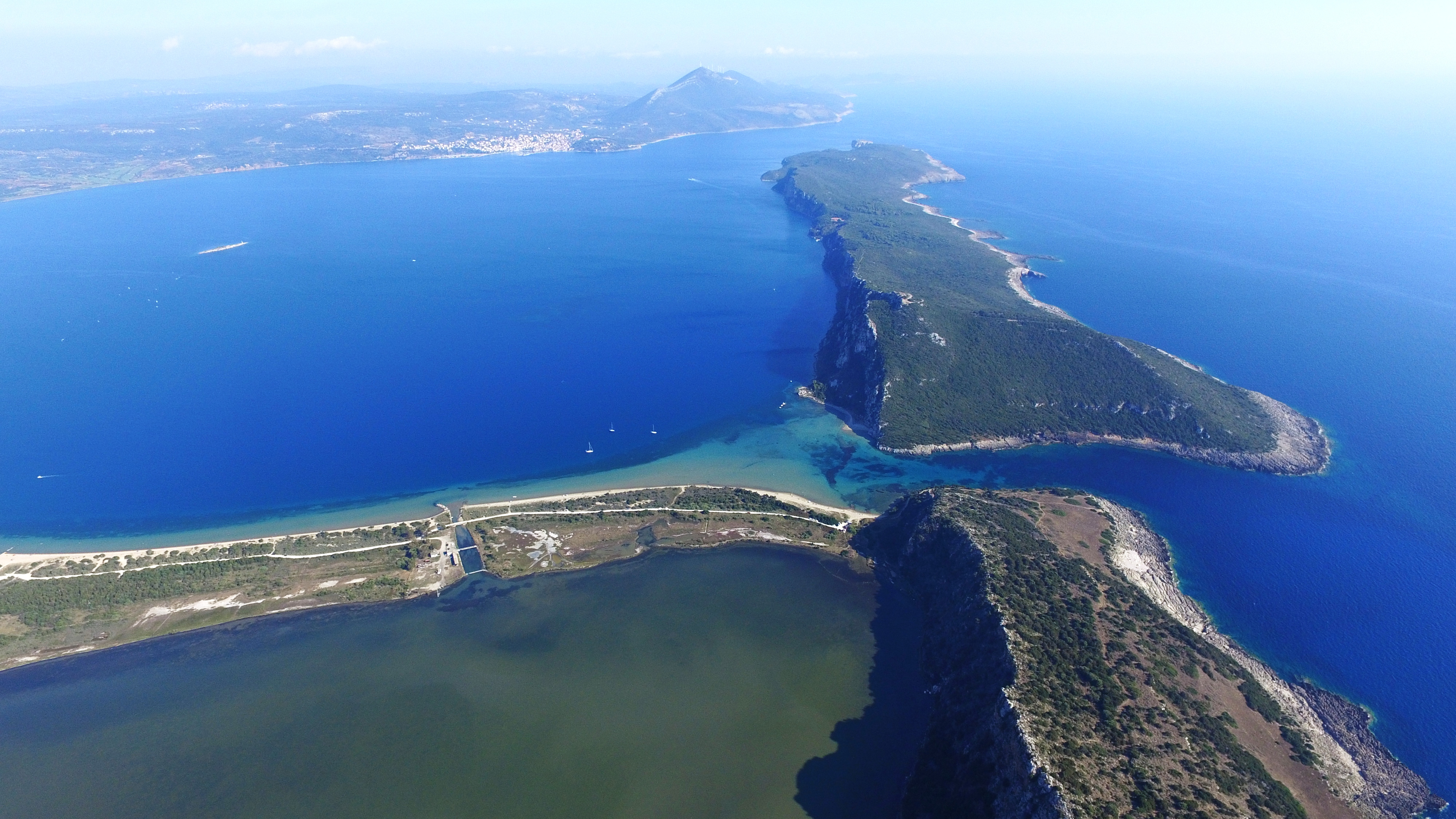
斯法克蒂里亚岛

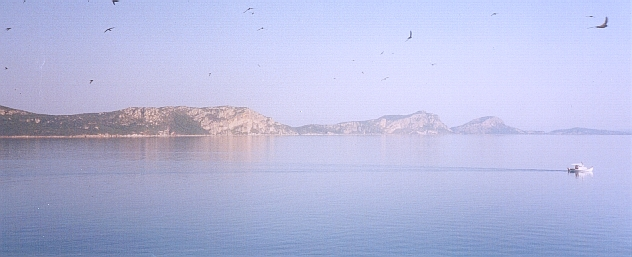
从皮洛斯看到的斯法克蒂里亚岛的景观

斯法克蒂里亚岛（希臘語：Σφακτηρία），又译斯法克特里亚岛，在19世纪的文本中亦称斯法吉亚岛（英語：Sphagia），是位于希腊伯罗奔尼撒半岛西端、毗邻纳瓦里诺湾出口、皮洛斯南侧的一座岛屿。行政上该岛隶属于伯罗奔尼撒大区麦西尼亚专区的皮洛斯-奈斯托拉斯市镇。
历史上是以下战争的发生地：
- 前425年，伯罗奔尼撒战争中的斯法克蒂里亚之战
- 1825年，希腊独立战争中的斯法克蒂里亚之战
- 1827年，同属希腊独立战争的纳瓦里诺海战